# One Man Army
One Man Army è il sesto album studio del gruppo folk metal finlandese Ensiferum.

## Tracce
1. March of War (instrumental) – 1:32 (musica: Markus Toivonen)
2. Axe of Judgement – 4:33 (testo: Sami Hinkka – musica: Toivonen & Ensiferum)
3. Heathen Horde – 4:12 (testo: Hinkka, trad. – musica: Toivonen & Ensiferum)
4. One Man Army – 4:25 (testo: Hinkka – musica: Toivonen & Ensiferum)
5. Burden of the Fallen – 1:49 (testo: Hinkka – musica: Toivonen)
6. Warrior Without a War – 5:24 (testo: Hinkka – musica: Toivonen & Ensiferum)
7. Cry for the Earth Bounds – 7:31 (testo: Hinkka – musica: Sami Hinkka & Ensiferum)
8. Two of Spades – 3:39 (testo: Hinkka – musica: Toivonen & Ensiferum)
9. My Ancestors' Blood (Heathen Throne Part III) – 4:30 (testo: Hinkka, trad. – musica: Toivonen & Ensiferum)
10. Descendants, Defiance, Domination (Heathen Throne Part III) – 11:20 (testo: Hinkka – musica: Toivonen & Ensiferum)
11. Neito Pohjolan – 4:10 (testo: Hinkka – musica: Toivonen & Ensiferum)